# Bodo (rod)
Zástupci rodu Bodo, spadající do třídy Bodonea, jsou eukaryotické malé oválné jednobuněčné organismy se dvěma charakteristickými bičíky původního (heterokontního) typu, používanými k pohybu (lokomoci).

## Stavba buňky
Pro zástupce rodu Bodo jsou charakteristické dva bičíky. Jeden směřuje dopředu a druhý, který je v zadní části se nazývá koncový ("zpětný bičík"). Kromě bičíků, je charakteristická i tzv. pankinetoplastová DNA (pankDNA), která je rozložena po celé přední části mitochondriální trubice. Dalším typickým znakem je tzv. kinetoplast (odvozen od názvu podkmenu Kinetoplastida), který sice není oddělenou organelou v buňce, ale je úsekem mitochondrie (pouze jedna). V této mitochondrii je zároveň obsažena kDNA (kinetoplastová DNA). Existuje mnoho typů kDNA, které byly objeveny díky výzkumu DNA u Bodo caudatus. Bičíky jsou vyztuženy paraflagelárními lištami. Pelikula je také vyztužena, zde mikrotubulárním korzetem. Mikrotubuly zároveň vyztužují i cytostom. Cytostom, neboli buněčná ústa, se nachází na špičce krátkého výčnělku a je umístěn buď na ventrální (břišní) straně, nebo na bičíkových kapsách.

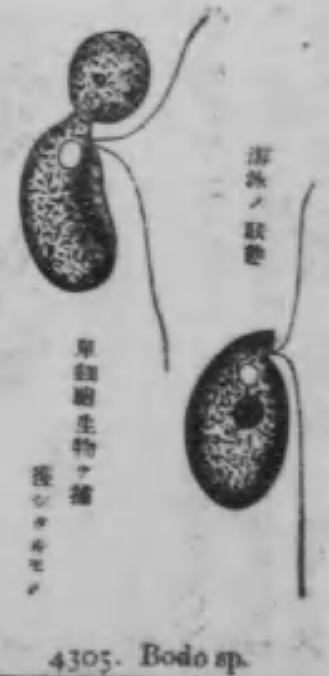
Bodo sp.

## Rozšíření
Zástupci tohoto rodu mají malé rozměry, proto je jen málo druhů viditelných okem. Někteří žijí v organicky znečištěných vodách (př. Bodo saltans, Rhynchomonas nasuta[zdroj?]). Někteří jsou ektoparazity a endoparazity ryb a to zejména sladkovodních. Bodo dokáží žít i v půdách s nízkým obsahem kyslíku. Jejich hlavní potravou jsou zbytky různých organických látek a mnohdy i různé bakterie.

## Bodo saltans
Tento zástupce rodu Bodo, který je zároveň nejvíce studovaným zástupcem, patří mezi volně žijící heterotrofy, vyskytující se převážně v čisté vodě a mořských společenstvech po celém světě. Patří mezi kinetoplastida, tím pádem vlastní typické kinetoplastidové funkce jako jsou bičíky umístěné ve specializovaných bičíkových kapsách. Glykolytické procesy má omezené pouze na dané specifické organely (glykosomy). A nechybí charakteristická koncentrace mitochondriální DNA na bázi bičíku (kinetoplast).

## Bičivka rybí (Ichthyobodo necatrix)
Bičivka rybí je dalším zástupcem rodu Bodo, parazitující na kůži ryb. Způsobuje tak závažné onemocnění zvané ichthyobodóza. Bičivka napadá plůdky, ale i mladé ryby, které následně hynou. Tělo Bičivky je fazolovitého tvaru se dvěma bičíky (v počátečním stádiu dělení má bičíky čtyři).

## Další zástupci
- Bodo caudatus
- Bodo sp.
- Bodo minimus
- Cryptobia
- Trypanoplasma
- Ichthyobodo necatrix (komenzálové a paraziti).
- Neobodo
- Rhynchobodo